# Kyselina trifluormethansulfonová
Kyselina trifluormethansulfonová (zkráceně TFMS, TFSA, HOTf nebo TfOH) je sulfonová kyselina, fluorderivát kyseliny methansulfonové. Patří k nejsilnějším známým kyselinám. Tato kyselina se nejčastěji používá ve výzkumu jako katalyzátor esterifikace. Jedná se o hygroskopickou bezbarvou kapalinu rozpustnou v polárních rozpouštědlech.

## Výroba
Kyselina trifluormethansulfonová se průmyslově vyrábí elektrochemickou fluorací kyseliny methansulfonové:
2 CH3SO3H + 8 HF → 2 CF3SO2F + 2 H2O + 3 H2
a následnou hydrolýzou vzniklého CF3SO2F. Dalším možným způsobem je oxidace trifluormethylsulfenylchloridu:
CF3SCl + 2 Cl2 + 3 H2O → CF3SO3H + 5 HCl
Kyselina vzniklá jedním z těchto způsobů se poté přečišťuje převedením na anhydrid, destilací a opětovnou přeměnou anhydridu na kyselinu.

### Historický způsob výroby
Kyselina trifluormethansulfonová byla poprvé syntetizována Robertem Haszeldinem a J.M. Kiddem v roce 1954, a to následující reakcí:

## Použití a reakce

### Jako kyselina
V laboratoři se využívá skutečnosti, že TfOH je dobrým protonačním činidlem, jelikož její konjugovaná zásada není nukleofilní. Také se používá při nevodných acidobazických titracích, protože se chová jako silná kyselina v mnoha rozpouštědlech (například acetonitrilu, kyselině octové atd.), v nichž jsou běžné minerální kyseliny (jako například HCl a H2SO4) pouze středně silné nebo slabé.
Vzhledem k hodnotě Ka (disociační konstanty) 5×1014, pKa = −14,7±2,0, se tato kyselina řadí mezi superkyseliny. Má řadu užitečných vlastností jako jsou značná chemická a teplotní stabilita. Jak samotná kyselina, tak i její konjugovaná zásada CF3SO −
3 , známá jako triflát, jsou odolné vůči oxidačním a redoxním reakcím, zatímco má většina silných kyselin, jako kyselina chlorečná a kyselina dusičná, oxidující účinky. Rovněž nezpůsobuje sulfonaci substrátů, což může být problém při použití kyseliny sírové, fluorsírové či chlorsulfonové. Níže je uvedena typická sulfonace, která u HOTf neprobíhá:
C6H6 + H2SO4 → C6H5(SO3H) + H2O
Výpary kyseliny trifluormethansulfonové na vlhkém vzduchu vytvářejí stabilní pevný monohydrát, CF3SO3H·H2O, jehož teplota tání činí 34 °C.

### Tvorba solí a komplexů
Triflátový ligand je, v souladu se svou nízkou zásaditostí, nestabilní. Kyselina trifluormethansulfonová reaguje exotermně s uhličitany, hydroxidy a oxidy kovů. Příkladem může být příprava Cu(OTf)2.
CuCO3 + 2 CF3SO3H → Cu(O3SCF3)2 + H2O + CO2
Chloridové ligandy se dají převést na odpovídající trifláty:
3 CF3SO3H + [Co(NH3)5Cl]Cl2 → [Co(NH3)5O3SCF3](O3SCF3)2 + 3 HCl
Tato přeměna probíhá v čisté HOTf při 100 °C a je následována vysrážením soli po přídavku etheru.

### V organické chemii
Kyselina trifluormethansulfonová reaguje s acylhalogenidy za vzniku smíšených triflátových anhydridů, které jsou silnými acylačními činidly, používanými například při Friedel-Craftsově acylaci:
CH3C(O)Cl + CF3SO3H → CH3C(O)OSO2CF3 + HCl
CH3C(O)OSO2CF3 + C6H6 → CH3C(O)C6H5 + CF3SO3H
HOTf katalyzuje reakci aromatických sloučenin se sulfonylchloridy, pravděpodobně přes meziprodukt v podobě smíšeného anhydridu se sulfonovou kyselinou.
Kyselina trifluormethansulfonová podporuje další podobné reakce, například krakování alkanů a alkylaci alkenů, které jsou důležité v petrochemickém průmyslu. Katalyzátory tvořené deriváty kyseliny trifluormethansulfonové jsou velmi účinné při izomerizaci nerozvětvených či málo rozvětvených řetězců uhlovodíků, čímž se zvyšuje oktanové číslo příslušného paliva.
Kyselina trifluormethansulfonová exotermně reaguje s alkoholy za vzniku etherů a alkenů.

### Ostatní
Dehydratací TfOH vznikne její anhydrid, triflylanhydrid (CF3SO2)2O.

## Bezpečnost
Kyselina trifluormethansulfonová je jednou z nejsilnějších známých kyselin. Dotyk s kůží může způsobit vážná poranění s opožděným poškozením tkáně. Vdechnutí výparů této kyseliny způsobuje křeče, záněty a otoky.
Přidání TfOH do polárních rozpouštědel může být až nebezpečně exotermní.